# أليشيا كيز
أليشيا أوجللو كوك (بالإنجليزية: Alicia Keys) (ولدت في 25 يناير 1981)، لكنها تعرف بالاسم الفنى اسم فني أليشيا كيز، وهي فنانة تسجيلات وملحنة وممثلة أميركية. نشأت اليشيا مع والدتها في منطقة هيلز كيتشن بمانهاتن في نيويورك. وفي الرابعة من عمرها، ظهرت أليشيا في البرنامج التلفزيونى عرض كوسبي. التحقت بمدرسة الفنون المسرحية وتخرجت في السادسة عشر من عمرها. ثم التحقت بجامعة كولومبيا لكنها بعد ذلك انقطعت عن الدراسة لمتابعة أعمالها الموسيقية. أصدرت اليشيا ألبومها الأول جاى ريكوردزمن جاى ريكوردز، بعد أن كانت تتعامل في البداية مع كولومبيا ثم أريستا ريكوردز.
حقق الألبوم الأول لاليشيا سونجز إن امينور ‏، مبيعات واسعة، حيث بيع أكثر من 12 مليون نسخة في جميع أنحاء العالم. حققت اليشيا أفضل المبيعات كفنانة جديدة وكذلك أفضل المبيعات كفنانة آر & بي لعام 2001. حصد الألبوم خمس جوائز غرامي في عام 2002، بما في ذلك جائزة أفضل فنان جديد وجائزة أغنية العام "لفالن' ". أصدرت ألبومها الثاني، ذا دايرى اوف اليشيا كيز في عام 2003. حقق نجاحا في جميع أنحاء العالم، وبيع منه ثمانية ملايين نسخة. حصد هذا الألبوم أربع جوائز جرامي إضافية في عام 2005. وفي وقت لاحق من نفس العام، أصدرت أول ألبوم عن حفلة مباشرة أنبلوجد، والذي أصبح الألبوم رقم واحد في الولايات المتحدة. أصبحت أول امرأة تصدر ألبوما عن البرنامج التلفيزيونى ام تى في انبلوجد إم تى قي انبلوجد ليصبح رقم واحد، بعد نيرفانا منذ عام 1994.
ظهرت اليشيا كضيفة شرف في العديد من برامج التلفزيونية خلال السنوات التالية. قدمت فيلمها الأول سموكينج اسيز، كما ظهرت في فيلم ذا نانى دايريز في عام 2007. وفي نفس العام أصدرت ألبومها الثالث، اّز اي اّم، بيع منه ستة ملايين نسخة في جميع أنحاء العالم، وفازت عنه بثلاثة جوائز جرامي اضافية. في السنة التالية، ظهرت في ذاسيكرت لايف اوف بييز، والذي رشحها لجوائز الرابطة الوطنية لدعم السود. خلال مشوارها الفنى، حصدت اليشيا عدد هائل من الجوائز، وباعت أكثر من 30 مليون البوم في جميع أنحاء العالم، مما جعلها أحد أفضل الفنانين من حيث حجم المبيعات في ذلك الوقت.

## حياتها الشخصية والمهنية

### 1981-2000: بداية حياتها الشخصية والفنية
ولدت اليشيا اوجلو كوك في 25 يناير 1981، في منطقة هيلز كيتشن بمانهاتن في مدينة نيويورك.  وهي الابنة الوحيدة لأمها الأيرلندية-الإيطالية تيريزا اوجلو، وهي شبه تعمل ممثلة لبعض الوقت، جامايكا ووالدها هو كريج كوك، من جامايكا، ويعمل مضيفا.  وأعربت عن عدم انزعاجها من انتمائها لعرقين مختلفين لأن ذلك أتاح لها التواصل مع ثقافات مختلفة. انفصل والديها عندما كانت في الثانية من عمرها. ووالدتها هي التي ربتها خلال السنوات التي قضتها في هيلز كيتشن، بمانهاتن. وفي عام 1985، ظهرت اليشيا في البرنامج التليفزيونى كوسبي شو عندها كانت في الرابعة من العمر، حيث قدمت هي ومجموعة من الفتيات أجزاء من رودي هاكستابل في حلقة «سلمبر بارتى». أثناء طفولتها كانت أمها ترسلها لتلقي دروس في الرقص والموسيقى. ثم بدأت العزف على البيانو عندما كان عمرها سبع سنوات. كما تعلمت الموسيقى الكلاسيكية لملحنين أمثال بيتهوفن، موتسارت، وشوبان.  ثم التحقت بمدرسة الفنون المسرحية في سن الثانية عشرة، ثم تخصصت في الترتيل قي الكنيسة، وبدأت كتابة الأغاني في الرابعة عشر من عمرها. تخرجت في غضون ثلاث سنوات نظرا لتفوقها وكانت في السادسة عشر من عمرها. التحقت بجامعة كولومبيا في نفس الوقت الذي تعاقدت فيه مع كولومبيا ريكوردز، حاولت التوفيق بين العمل والدراسة، ولكنها انقطعت عن الجامعة بعد أربعة أسابيع لمتابعة أعمالها الموسيقية.
وقعت اليشيا اتفاقا مع جيرمين ديبرى وسو سو ديف ريكوردينجز، حيث ظهرت صورتها على ملصق ألبوم عيد الميلاد «ذا ليتل درامر جيرل». كما شاركت في كتابة أغنية وتسجيلها بعنوان «دا دى دا (شيء مثير)»، والتي صاحبت الموسيقى التصويرية لفيلم، مان إن بلاك عام 1997. كانت هذه الأغنية أول تسجيل لاليشيا، إلا أنه لم يصدر بمفرده، حيث انتهى التعاقد مع كولومبيا بسبب خلاف على الملصق. دعت اليشيا كليف ديفيس، الذي شعر بسمات «خاصة، وفريدة» في أدائها لتتعاقد مع أريستا ريكوردز، والتي حلت في وقت لاحق. اختارت اليشيا اسم «وايلد» لتطلقه على مسرحها، حتى اقترح عليها المدير اسم كيز (لقبها) بعد أن رأى حلما. وترى اليشيا أن هذا الاسم يعبر عنها كشخص وكفنانة. وافقت ديفيس على الشكل الجديد لملصق جاى ريكوردز، سجلت أغنيات «روك ويت يو» و«ريير فيو ميرور»، والتي صاحبت الموسيقى التصويرية لفيلم شافت (2000) وفيلم دكتور دوليتل 2 (2001)، على التوالي.

### 2001-2002: سونجز إن امينور

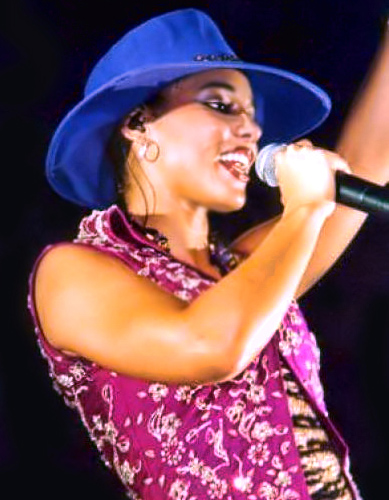
حفلة اليشيا في فرانكفورت، ألمانيا، في عام 2002

أصدرت اليشيا أول ألبوماتها، سونجز إن امينور، في حزيران / يونيو 2001. أصبح رقم واحد في قائمة بيلبورد 200 وبيع منه 236,000 نسخة في الأسبوع الأول. بيع من الألبوم أكثر من 6.2 مليون نسخة في الولايات المتحدة، ، فأطلقت عليه رابطة صناعة التسجيلات الأمريكية الألبوم البلاتيني. واصل هذا الألبوم انتشاره حتى بيع منه أكثر من 12 مليون نسخة في جميع أنحاء العالم،  مما حقق شعبية لاليشيا داخل وخارج الولايات المتحدة، وبه أصبحت أفضل فنانة جديدة من حيث حجم المبيعات، وكذلك أفضل فنانة آر & بي لعام 2001. تصدرت الألبوم أغنية "فالن' "، والتي حافظت على المرتبة الأولى قي قائمة "بيلبورد" لأفضل 100 أغنية لمدة ستة أسابيع.  أما الأغنية الثانية، "وومانز وورث"، احتلت المرتبة الثانية قي نفس القائمة. في العام التالي، أعيد إصدار الألبوم وأعيد توزيعه وكذلك ألبوم أنبلوجد إن امينور، والذي ضم ثمان أغنيات أعيد توزيعها ونسخ جديدة لسبع أغنيات من ألبوم انبلوجد الأصلى.
فازت اليشيا بخمس جوائز غرامي لعام 2003 عن أغنية سونجز ان امينور هي: أغنية العام، أفضل فنانة آر & بي، أفضل أغنية اّر & بى عن أغنية «فالن»، أفضل فنانة جديدة وأفضل ألبوم اّر & بى؛ كما رشحت أغنية «فالن» لأغنية العام. أصبحت أليشيا ثاني فنانة تفوز بخمس جوائز غرامي في ليلة واحدة، بعد لورين هيل في جوائز غرامي الواحد والأربعون.  في نفس السنة تعاونت اليشيا مع كريستينا اغيليرا من أجل أغنية «امبوسيبل» في الألبوم التالي ستريبد، والتي قامت بكتابتها والمشاركة في إنتاجها، بالإضافة للأداء الصوتى في الخلفية. في أوائل 2000s، قامت اليشيا بدور صغير في المسلسل التلفزيوني الحلم الاميركي و تشارمد.

### 2003-2005:ذا دايرى اوف اليشيا كيز، وانبلوجد
أطلقت اليشيا البومها ذا دايرى اوف اليشيا كيز، في ديسمبر كانون الأول عام 2003. تصدر الألبوم قائمة بيلبورد 200، وبيع منه أكثر من 618,000 نسخة في الأسبوع الأول من صدوره، ليحقق أكبر مبيعات في الأسبوع الأول لفنانة في عام 2003. بيع منه 4.4 مليون نسخة في الولايات المتحدة، حصل على لقب بلاتيني أربع مرات شهادات مبيعات الموسيقى المسجلةمن رابطة صناعة التسجيلات الأمريكية. كما بيع منه ثمانية ملايين نسخة في جميع أنحاء العالم،  ليصبح سادس أكبر ألبوم لفنانة من حيث حجم المبيعات، وثاني أكبر ألبوم لفنانة اّر & بى من حيث حجم المبيعات. دخلت كل من أغنية «يو دونت نو مى نيم» و"إف أى إنت جوت يو" ضمن أفضل خمس أغانى في قائمة بيلبورد لأفضل 100 أغنية، وكذلك أغنية "دايرى"، دخلت ضمن أفضل عشرة أغنيات. بينما كانت أغنية "كرما" أقل نجاحا في قائمة بيلبورد، حيث احتلت الترتيب رقم 20. كما أصبحت أغنية «اف اّى اينت جوت يو» أول أغنية لفنانة تبقى على قائمة بيلبورد لأفضل أغنيات آر & بي، وكذلك قائمة أغانى الهيب هوب لأكثر من سنة.
فازت اليشيا بأفضل فيديو اّّر & بىعن أغية «اف اّى اينت جوت يو» في عام 2004 جوائز إم تي في الموسيقية، وقدمت أغنية "هاير جراوند" مع ليني كرافيتز وستيفي ووندر.  في وقت لاحق من ذلك العام، أصدرت اليشيا رواية «تييرز فور ووتر» (أي الدموع من أجل المياه): وهو مجموعة من القصائد التي لم تصدرها. عنوان الكتاب مستمد من إحدى قصائدها، «لف اند تشاين» تقول في أحد الأبيات: «لا مانع أن أشرب دموعى بدلا من المياه.»  وقالت أن هذا العنوان هو محور كتاباتها «كل شيء كتبته هو نابع من دموع الفرح، الألم، الحزن، الاكتئاب، وحتى السؤال». حقق الكتاب مبيعات أكثر من 500,000 الدولار الأمريكي. كما تصدر قائمة «نيويورك تايمز» لأكثر الكتب مبيعا في عام 2005. في السنة التالية، حصلت على الجائزة الثانية على التوالي لأفضل فيديو اّر & بى، من جوائز إم تى في فيديو ميوزيك وذلك عن أغنية «كرما». أدت اليشيا أغنية «اف اّى اينت جوت يو» ثم انضمت لجيمي فوكس وكوينسي جونز في أداء أغنية «جورجيا اون مى مايند». وقد حصدت أغنيةهوجى كارميشيل والتي اشتهرت براي تشارلز في عام 1960 جوائز غرامي عام 2005.  في ذلك المساء، فازت بأربع جوائز جرامي: كأفضل أداء صوتي لفنانة آر & بي عن أغنية «اف اّى اّنت يو»، وأفضل أغنية اّر & بى عن أغنية «يو دونت نو مى نيم»، وأفضل ألبوم اّر & بىعن ألبوم ذا دايرى اوف اليشيا كيز، وأفضل أداء اّر & بى ثنائى أو جماعى لأغنية «مى بوو» مع يوشير. 
انتهت اليشيا من أداء وتسجيل حلقتها في سلسلة إم تى قي انبلوجد في تموز / يوليو 2005، في أكاديمية بروكلين للموسيقى. خلال هذه الحلقة، أضافت اليشيا بعض التعديلات على أغنياتها الأصلية.  صدرت هذه الحلقة على اسطوانات سى دى ودي في دي في أكتوبر 2005. صدرت الاسطوانات بعنوان انبلوجد، وهو الألبوم الذي احتل المركز الأول في قائمة بيلبورد 200 في الولايات المتحدة، وبيع منه 196,000 نسخة في الأسبوع الأول من إصداره. بيع من الألبوم مليون نسخة في الولايات المتحدة، وحصل على لقب الألبوم البلاتيني من رابطة صناعة التسجيلات الأمريكية، كما بيع منه مليونا نسخة في جميع أنحاء العالم. جاء ألبوم انبلوجد لاليشيا أفضل ألبوم إم تى في انبلوجد بعد ألبوم نيرفانا ام تي قي انبلوجد لعام 1994 في نيويورك، وأول ألبوم انبلوجد لفنانة يحصل على المركز الأول. احتلت أغنية "انبريكابل" الترتيب 34 في قائمة بيلبورد هوت 100، والترتيب الرابع على قائمة هوت اّر & بى / هيب هوب سونجز. كما حافظ على الترتيب الأول على قائمة بيلبورد هوت  إذاعة آر & بي للكبار لمدة 11 أسبوعا.
افتتحت اليشيا استوديو للتسجيلات في لونغ ايلاند، بنيويورك، أطلقت عليه اسم «ذا أوفن ستوديو»، شاركها فيه المنتج ومؤلف الأغانى كيري "كروشيال" بروذرز.  صمم الاستوديو مصمم الاستوديوهات الشهير جون ستوريك من شركة والترز - ستوريك ديزين جروب، مصمم جيمي هندريكساليكتريك لادى ستوديو لجيمي هندريكس. تعاونت اليشيا مع براذرز لتأسيس مشروع كروشيالكيز، وهو فريق لإنتاج وتأليف الأغاني الذي ساعد اليشيا في ألبوماتها، كما ساعد في التلحين لفنانين آخرين.

### 2006-2008: صدور فيلم، اّز اى اّم'
في عام 2006، فازت اليشيا بثلاثة جوائز عن الرابطة الوطنية لدعم السود، بما في ذلك أفضل فنانة وأفضل أغنية عن أغنية "انبريكابل". كما حصلت على جائزة ستار لايت من سونجريترز هول اوف فام. في أكتوبر 2006، لعبت صوت الأم مارتين في حلقة "ميشن تو مارس" من المسلسل التلفزيوني للأطفال ساحة المرح، والذي غنت فيه أغنية "اولموست ايفرى ثينج إيز بوينجا هييرذا باكيارديجانز ". في نفس السنة، توقفت اليشيا عن العمل. وذلك بعد وفاة جدتها حيث كانت العائلة تعتمد عليها اعتمادا كبيرا. فوجدت نفسها بحاجة للابتعاد، فذهبت إلى مصر لمدة ثلاثة أسابيع. وقالت: "هذه الرحلة كانت أهم شيء فعلته في حياتي حتى الآن. حيث كنت أمر بوقت عصيب، وقد وجدت المكان الذي كنت بحاجة إليه فعلا، فقد كنت بحاجة للابتعاد بعيدا قدر المستطاع.
أصدرت اليشيا فيلم الجريمة سموكين اّسيز في أوائل عام 2007، شاركها البطولة قي دور القاتل المأجور جورجيا سايكس أمامسموكين اسيز بن أفليك وأندي غارسيا. تلقت اليشيا استحسانا كبيرا من النجوم المشاركين لها قي الفيلم، وقال رينولدز أن اليشيا كان أدائها «طبيعيا جدا» لدرجة أنها قد تحجب الأضواء عن الجميع. في العام نفسه، حصلت على تقدير اّخر لفيلمها الثاني، ذا نانى دايريز، الذي يقوم على رواية عام 2002 والتي تحمل نفس الاسم، حيث شاركها في بطولته كل من ذا ناني دايريز سكارليت جوهانسون وكريس ايفانز.  كما كانت ضيفة في حلقة "ون مان إيز ان اّيلاند" من المسلسل الدرامي كان.

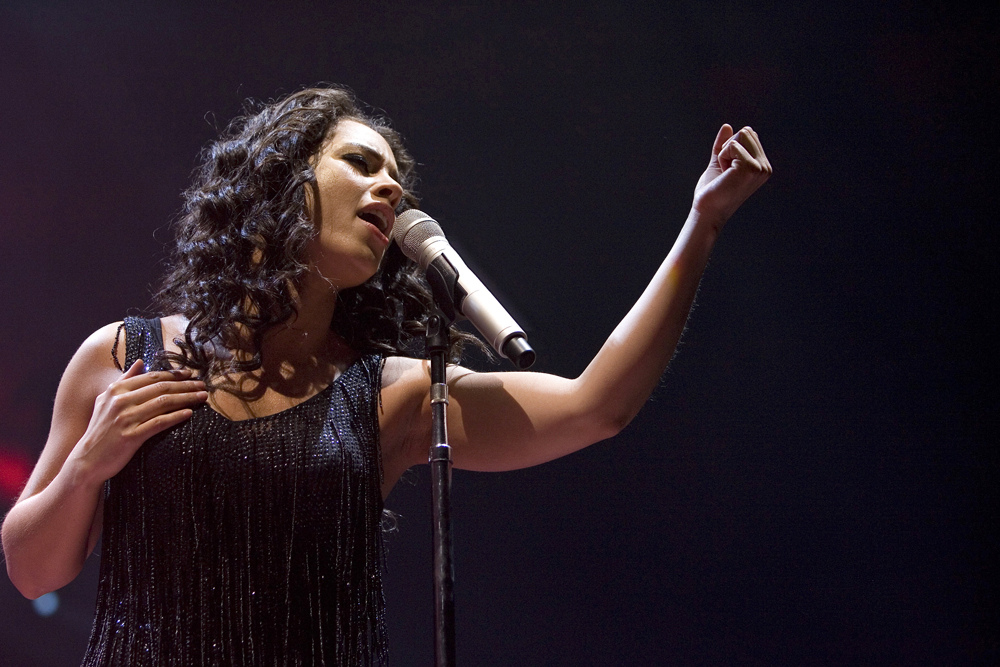
حفلة مباشرة لاليشيا، 20 مارس 2008

أطلقت اليشيا ألبومها الثالث «اّز اّى اّم» في نوفمبر 2007،از اى ام الذي حصل على الترتيب رقم واحد على قائمة «بيلبورد» 200، وبيع منه 742.000 نسخة خلال الأسبوع الأول من إصداره.حقق هذا الألبوم لاليشيا الأسبوع الأول الأكثر مبيعا خلال حياتها الفنية، وحصلت عنه على الترتيب الأول للمرة الرابعة على التوالى، مما جعلها مع بريتني سبيرز لأكبر عدد من الترتيب الأول على التوالي على قائمة بيلبورد 200 تحصل عليه فنانة. حصل هذا الأسبوع على الترتيب الثاني من حيث حجم المبيعات في عام 2007. كما كان الأسبوع الأكثر مبيعا لفنانة منفردة بعد ألبوم نورا جونز «فييلز ليك هوم» في عام 2004. بيع من هذا الألبوم ما يقرب من أربعة ملايين نسخة في الولايات المتحدة، وبذلك حصل على لقب بلاتيني ثلاث مرات من رابطة صناعة التسجيلات الأمريكية. كما بيع منه ما يقرب من ستة ملايين نسخة في جميع أنحاء العالم. رشحت اليشيا لخمس جوائز من جوائز أميريكان ميوزيك 2008 عن اّز اّى اّم لعام 2008، فازت باثنين منهما. حصلت أغنية "نو ون"، على المركز الأول على قائمة بيلبورد هوت 100 وهوت آر & بي / هيب هوب سونجز، وبذلك تكون حصلت على المركز الأول للمرة الثالثة وكذلك المركز الأول للمرة الخامسة من كل قائمة على التوالى. أما الأغنية الثالثة من الألبوم، "لايك يو ويل نيفر سى مى أجين"، والذي صدر في أواخر عام 2007، حصلت على الترتيب 12 على قائمة بيلبورد هوت 100 والترتيب الأول على قائمة هوت اّر & بى / هيب هوب سونجز. كما حصلت الأغنية الثالثة، "تييناج لف أفيير"، على الترتيب الثالث على قائمة هوت اّر & بى / هيب هوب سونجز. أما الأغنية الرابعة "سوبروومان" حصلت على الترتيب 82 على قائمة بيلبورد هوت 100 ورقم 12 على قائمة هوت اّر & بى / هيب هوب سونجز.

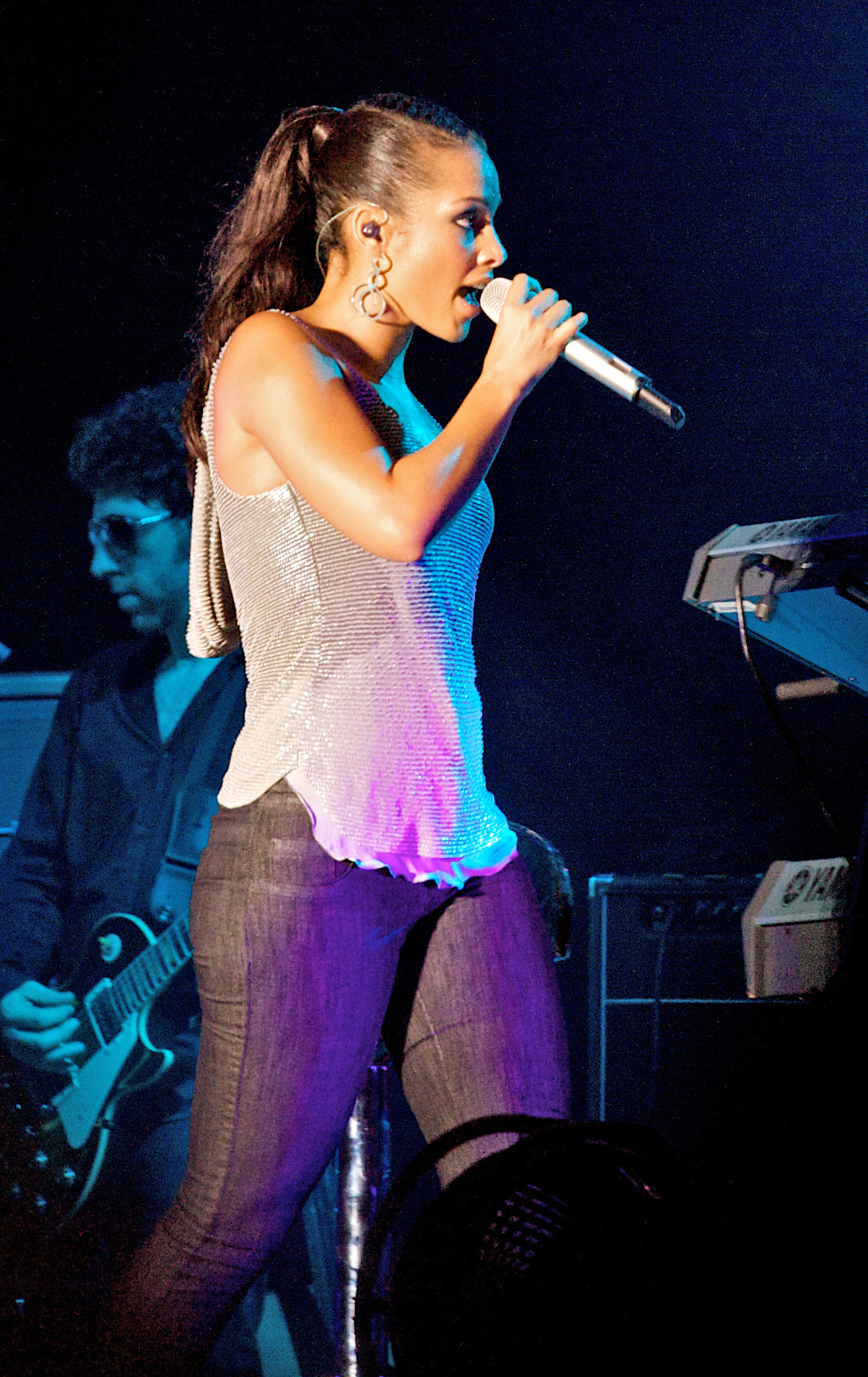
حفلة لاليشيا قي مهرجان صيف 2008 في طوكيو، اليابان

حصدت اليشيا جائزة أفضل أداء صوتى لفنانة اّر & بى عن أغنية «نو ون» جائزة غرامي لأفضل أداء صوتي لفنانة آر & بيجائزة غرامي لأفضل أغنية ار & بى من جوائز جرامي عام 2008.  افتتحت اليشيا الحفل بأغنية ليرنينج ذا بلووز " لفرانك سيناترا 1950 غنتها في دويتو مع لقطات أرشيفية لسيناترا من خلال الفيديو، كما قدمت أغنية «نو ون» مع جون ماير أثناء الحفلة. كما حصلت على جائزة أفضل فنانة اّر & بى خلال الحفل. قامت اليشيا ببطولة "فريش تاكس"، وهو مسلسل تجاري صغير لدوف جو فريش دوف، والذي عرض لأول مرة خلال ذا هيلز في إم تي في الفترة من مارس إلى أبريل 2008. والذي احتفل بإطلاق دوف جو فريش الجديد. وقعت أيضا اتفاقا مع جلاشيوز فيتامين ووتر للإعلان عن المنتج، طبقا لما قاله المتحدث باسم الشركة. كما شاركت مع أمريكان اكسبريس التجارية في حملة "هل لديك
بطاقة ائتمان؟ ". سجلت اليشيا مع عازف الجيتار جاك وايت أغنية كوانتم اوف سولاك، وهي أول دويتو في تاريخ الموسيقى التصويرية لبوند. في عام 2008، حصلت اليشيا على الترتيب 80 في قائمة بيلبورد هوت 100 لأفضل الفنانين. قامت اليشيا بدور البطولة في فيلم ذا سيكرت لايف اوف بييز لسو مونك كيد والذي لاقى استحسانا جنبا إلى جنب مع الرواية الأكثر مبيعا في عام 2003 والتي تحمل نفس الاسم لجنيفر هدسون وكوين لطيفة، الذي صدر في أكتوبر 2008 من خلال فوكس سيرشلايت.  رشحها دورها لجائزة أفضل ممثلة مساعدة في السينما من الرابطة الوطنية لدعم السود.  كما تلقت ثلاثة ترشيحات لجائزة غرامي 2009،وفازت بجائزة أفضل أداء صوتي لفنانة آر & بيعن "سوبروومان".
في لقاء لها مع مجلة بليندر قالت اليشيا أن "'جنجستا راب' كانت خدعة لتحفيز السود على قتل بعضهم بعضا، فهى 'لا وجود لها"، إنما "الحكومة" هي التي أوجدتها. كما زعمت المجلة أيضا أنها قالت أن توباك شاكور وذا نوتوريوس بيج كانوا قد اغتيلو أساسا، اغتالهم كل من الحكومة ووسائل الإعلام، لمنع وجود الزعماء السود". ثم كتبت اليشيا تصريحا في وقت لاحق لتوضيح الموضوع، وقالت أن كلماتها قد أسيء تفسيرها. في وقت لاحق من ذلك العام، تلقت اليشيا انتقادات من حملة مكافحة التدخين بعد أن ظهرت على لوحة إعلانية لحفلتها القادمة في اندونيسيا وعليها علامة تجارية لشركة سجائر تابعة لشركة فيليب موريس للتبغ. فاعتذرت عن ذلك بعد اكتشافها أن الحفل كان برعاية هذه الشركة وسألت عن "إجراءات تصحيحية". ردا على ذلك، سحبت الشركة رعايتها للحفلة.

### 2009 - حتى الاّن: المشاريع القادمة
وقعت اليشيا ومدير أعمالها جيف روبنسون صفقة إنتاج سينمائي لإنتاج مشاريع أفلام رسوم متحركة مع ديزني. سيكون أول عمل إعادة إنتاج لفيلم عام 1958 الكوميدي بيل، بوك اند كاندل ستقوم اليشيا بدور العرافة التي تلقي تعويذة الحب لجذب خاطب منافس. أسس كل من اليشيا وروبنسون شركة إنتاج تلفزيوني، أطلقا عليها بيج بيتا. ستنتج اليشيا وروبنسون عروضا حية ورسوما متحركة من خلال شركتهما، بيج بيتا اند ليتل بيتا، وستقوم اليشيا بالإنتاج، والتمثيل المسرحي، والإشراف الموسيقى.
ومن المتوقع أن تلعب اليشيا دور طفل البيانو المعجزة ثنائى العرق فيليبا شويلر والذي يعود للأربعينات، وذلك في الفيلم القادم بعنوان كومبوزيشن إن بلاك اند وايت. أنه يعتمد على كتاب السيرة الذاتية لعام 1995، والذي يحمل نفس الاسم بقلم كاترين تالالى. وقد تعاونت مع منتج التسجيلات سويز بيتز لكتابة وإنتاج «مليون دولار بيل» من أجل الألبوم السابع لويتني هيوستن، اّى لوك تو يو. تواصلت اليشيا مع كليف ديفيز للحصول على إذن لتقديم أغنية للألبوم.
ستطلق اليشيا ألبومها الرابع ألبوم إستديوفي أواخر عام 2009. وكجزء من الحملة الترويجية للألبوم، ستغنى في مهرجان الجاز بجزر كايمان في 5 كانون الأول / ديسمبر، في الليلة الأخيرة من المهرجان الذي سيقام لمدة ثلاثة أيام، والذي سوف يبث على تلفزيون بلاك انترتينمنت. في يونيو / حزيران 2009، كرمت الجمعية الأمريكية للملحنين والمؤلفين والناشرين اليشيا بحصولها على الجائزة الذهبية (جولدن نوت) وهي جائزة تمنح للفنانين «الذين حققوا إنجازات مهنية استثنائية».
الألبوم الرابع القادم يحمل عنوان «دوزنت مين انى ثينج»، بينما اسم الأغنية الأولى لم يحدد بعد. وسيتم إرسالها إلى إذاعة الولايات المتحدة في 29 سبتمبر 2009.

## الطابع الموسيقي
إن اليشيا عازفة بيانو رائعة، وتستخدم البيانو في معظم أغانيها، وغالبا ما تكتب عن الحب، والأسى، وتمكين المرأة. وهي تستوحى أعمالها من عدة موسيقيين مثل: برينس، نينا سيمون، باربرا سترايساند، مارفين غاي، كوينسي جونز وستيفي ووندر.  النمط الذي تتبعه اليشيا ينبع من الإنجيل وموسيقى السول القديمة، والذي يدعمه الصوت الجهور وقرع الطبول. كما أنها كثيرا ما تستخدم موسيقى البيانو الكلاسيكية وكذلك آر & بي، موسيقى السول والجاز،  ولكنها بدأت تجربة أنواع أخرى مثل موسيقى البوب والروك، في ألبومها الثالث، از اى ام.  قال هاجينن باتريك لصحيفة نيويورك دايلي نيوز أن إدماجها نغم قصيرللنغم القصير في موسيقى البيانو الكلاسيكية هو الذي ساهم في نجاحها بهذا الشكل الرائع. كما ذكرت مجلة جيت أن اليشيا «تبدع» بالتأثير في معجبيها من خلال «إتقانها العزف على البيانو، والكلمات، وصوتها الشجي». كما وصفت مجلة ذا اندبندنت أسلوبها بأنه عبارة عن «مزيج من الأغانى الحزينة مقرونة بإيقاع موسيقى الهيب هوب»، مشيرة إلى أن كلماتها «عادة ما تنبع من القلب». كما أشارت إليها مجلة بليندر باعتبارها «أول فنانة بوب جديدة قي الألفية لديها القدرة على تغيير الموسيقى.» 

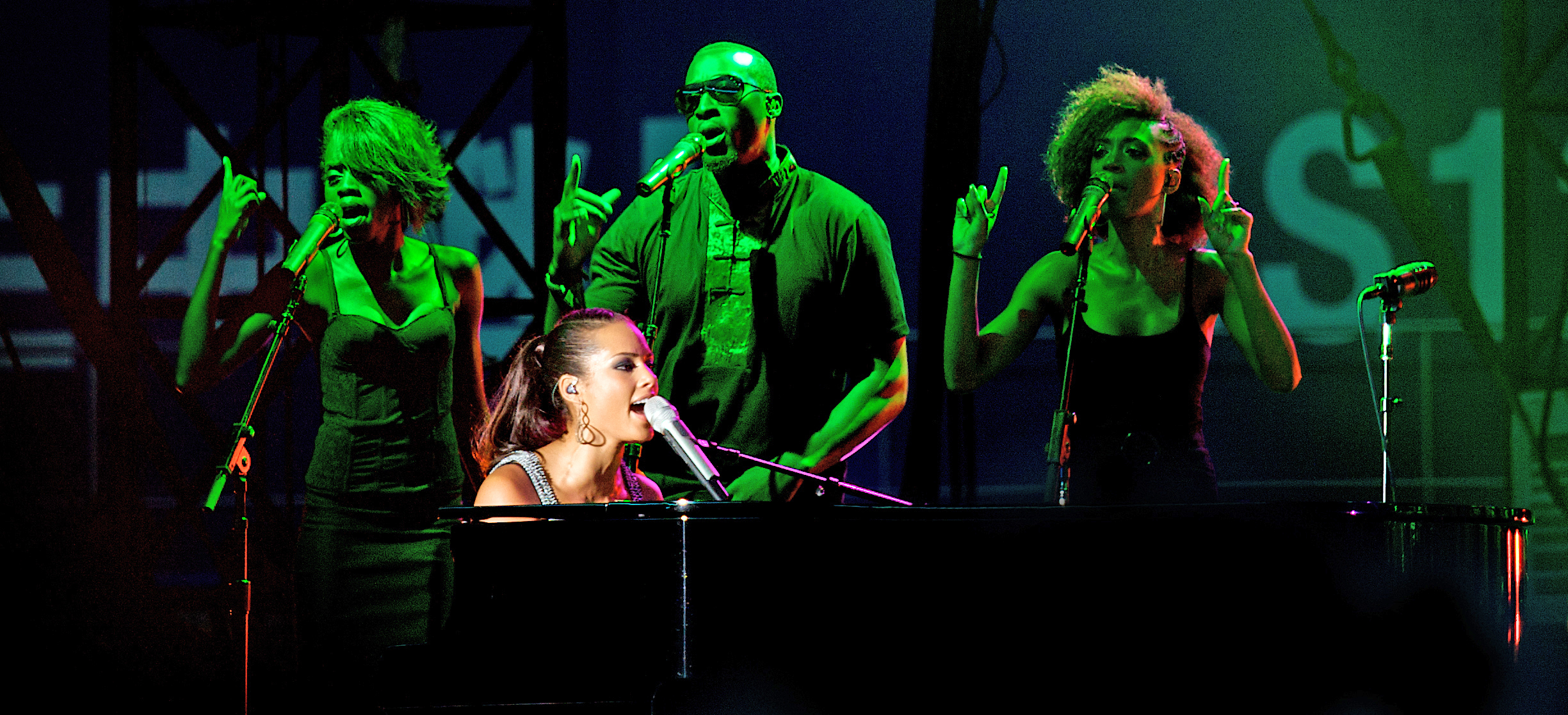
اليشيا تعزف على البانو أثناء الغناء

لدي اليشيا صوت رنان، يمتد بمقدار ثلاث نغمات. أما النقاد يرون أن صوتها قوي، خام، خالى من المشاعر؛  ويقول آخرون أن صوتها «عاطفي» لكن بطريقة مصطنعة أحيانا، وأنها تدفع بصوتها خارج حدوده الطبيعية. كثيرا ما تنتقد الأغانى التي تؤلفها اليشيا بافتقارها للعمق، لذلك يقال أن قدرتها على الكتابة محدودة. فكلمات أشعارها عامة، ومكررة وتدور أغانيها حول الموضوعات العامة. يرى جريج كوت من شيكاغو تريبيون انها «تدور حول الأشكال المتعددة من الفنون، لكنها لا تحاول تكوين أي رؤية فنية». قال كل من ديفرسلى، وجون بارلز من مجلة بليندر أن التأليف الموسيقي لأغانيها يعوض ضعف الكلمات،  في حين قارن غريغوري ستيفن تايت من مجلة ذا فيلاج فويس بين كتاباتها وإنتاجها وبين موسيقى السبعينات.
استعرضت جوانا هونكن من نيوزيلاند هيرالد أحد عروض اليشيا وكانت كايلي مينوغ موجودة. قالت جوانا هونكن: «لقد كانت كايلي مينوغ تشبه تماماً أي شخص من الحضور في اعجابها بأداء اليشيا خلال حفل فيكتور ارينا». ثم تابعت قائلة أن مينوغ كانت «أميرة البوب الأصلية تنحنى لملكة السول المعاصرة بهذا التصرف». في نهاية الحفل الذي استمر لمدة ساعتين، توسل المعجبون من أجل المزيد. أشارت هيلاري كروسلى ومارييل كونسيبسيون من مجلة بيلبورد إلى أن حفلاتها «منسقة للغاية» والمسافة بينها وبين الجمهور محافظ عليها جيدا «باستمرار». وفي نهاية الحفل وقف الجمهور لتحيتها، وبذلك أثبتت اليشيا «أن الأداء المفعم بالحيوية مع التلحين الجيد يفوز دائما». خلال حياتها الفنية، فازت اليشيا بالعديد من الجوائز كما أدرجت في قائمة رابطة صناعة التسجيلات الأمريكية قائمة الفنانين الأكثر مبيعا في الولايات المتحدةلأفضل الفنانين مبيعا في الولايات المتحدة، مع 14 مليون ألبوم معتمد.  بيع لاليشيا أكثر من 30 مليون البوم في جميع أنحاء العالم، وأصبحت واحدة من أفضل الفنانين من حيث حجم المبيعات في وقتها.

## العمل الخيري

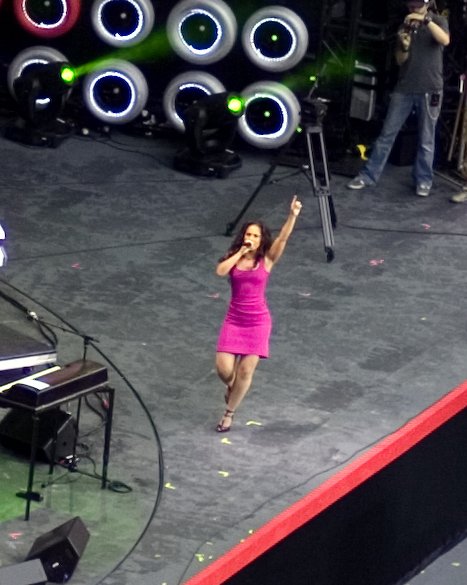
مفاتيح المنفذ في لايف ايرث الموسيقي

اليشيا هي أحد مؤسسى منظمة حافظ على حياة طفل وكذلك السفير العالمي لها، وهي منظمة غير ربحية توفر الدواء للأسر المصابة بمرض الإيدز في أفريقيا. قاد كل من اليشيا وفرقة يوتو المغني بونو لإعادة تسجيل أغنية دونت جيف أب (أي لا تستسلم) «لبيتر جابرييل وكيت بوش»، وذلك في اليوم العالمي للإيدز عام 2005. أعادت اليشيا وبونو تسمية الأغنية لتصبح «دونت جيف اب (افريكا)» (أو لا تتخلوا عن أفريقيا) لتعكس طبيعة الجهة الخيرية التي تخدمها. كما زارت دول أفريقية مثل أوغندا، كينيا، وجنوب أفريقيا للترويج لرعاية اللأطفال مرضى الإيدز. سجلت عملها في أفريقيا في الفيلم الوثائقي اليشيا في أفريقيا: رحلة إلى الوطن، أتيح في نيسان / أبريل 2008.
كما تبرعت اليشيا لفروم ذا جراوند اّب، وهي منظمة غير ربحية تقدم منح دراسية للأطفال والمراهقين. وغنت في فيلادلفيا وبنسلفانيا ضمن الحفلات الموسيقية الثمانية التي أقيمت حول العالم يعيش 8 لزيادة الوعي بالفقر في أفريقيا وتحفيز مجموعة الثمانى على اتخاذ الإجراءات اللازمة. في عام 2005، غنت اليشيا في رى اكت ناو: موسيقى وإغاثة ومأوى من العاصفة.. حفل لساحل الخليج، لجمع المال لدعم المتضررين من إعصار كاترينا. في تموز / يوليو 2007، غنت اليشيا وكيث أوربان أغنية غيمي شلتر لذا رولينغ ستونز1969 على جيانتس ستاديوم في ايست روذرفورد، بنيوجيرسي لتمثل الجانب الأمريكي من الحفلة الموسيقية لايف ايرث كونسيرن. 
قدمت اليشيا أغنية «يوما ما سنكون جميعا أحرار»لدوني هاثاواي لعام 1973 ألف تحية لأبطال وهو حفلا موسيقيا خيريا في أعقاب أحداث 11 سبتمبر 2001  شاركت في حفل جائزة نوبل للسلام في أوسلو سبكتيريوم في أوسلو بالنرويج، في 11 ديسمبر 2007 بالمشاركة مع فنانين آخرين. كما سجلت أغنية عن مرشح الرئاسة الديمقراطى باراك أوباما. انضمت لجوس ستون وجاي زي في العمل الذي كان بمثابة اللحن الرئيسي لحملة اوباما. مقابل أعمالها، كرمت اليشيا بجوائز بيت لعام 2009 جوائز بيتوهى جائزة للأعمال الإنسانية.

## قائمة الأغانى
ألبومات الاستوديو
- سونجز إن أمينور (2001)
- ذا دياري أوف أليشيا كيز (2003)
- اّز اى اّم (2007)
- ذا إلمنت أوف فريدوم (2009)
- جيرل أون فاير (2012)

ألبومات مباشرة
- أنبلوجد (2005)

## قائمة الأفلام
| التلفزيون | التلفزيون              | التلفزيون            | التلفزيون                                         |
| العام     | عنوان الفيلم           | الدور                | ملاحظات                                           |
| --------- | ---------------------- | -------------------- | ------------------------------------------------- |
| (1985)    | ذا كوسبي شو            | ماريا                | "سلامبر بارتى" (الموسم 1، الحلقة 22)              |
| (2001).   | تشارمد                 | مساعد لكبار الشخصيات | "سايز ماترز" (الموسم 4، حلقة 5)                   |
| 2003      | اميريكان دريمز         | فونتيلا باس          | "ريسكيو مى" (الموسم 2، الحلقة 6)                  |
| 2003      | ذا براود فاميلى        | اليشيا (صوت)         | "ذا جود، ذا باد، اند ذا اّجلى" (موسم 3، الحلقة 46) |
| 2005      | سيزام ستريت            | اليشيا               | الموسم 36                                         |
| (2006).   | ذا باكيارديجانز        | الأم مارتين (صوت)    | "ميشن تو مارس" (الموسم 2، الحلقة 1)               |
| 2007.     | كان                    | اليشيا               | "ون مان إيز اّن اّيلاند" (الموسم 1، الحلقة 7)       |
| 2007.     | إلموس كريسماس كونتدون  | اليشيا               | خاص لتلفزيون عيد الميلاد                          |
| 2008.     | دوف "فريش تاكس"        | أليكس                | قامت ببطولة الخمس حلقات                           |
| السينما   |                        |                      |                                                   |
| العام     | عنوان الفيلم           | الدور                | ملاحظات                                           |
| 2007.     | سموكين اسيز            | جورجيا سايكس         |                                                   |
| 2007.     | ذا نانى دايريز         | لينيت                |                                                   |
| 2008.     | ذا سيكرت لايف اوف بييز | جون بوترايت          |                                                   |

## قراءات أخرى
- Keys، Alicia (2001). Songs in A Minor. Hal Leonard Corporation. ISBN:0634037765.
- Keys، Alicia (2004). The Diary of Alicia Keys. Hal Leonard Corporation. ISBN:0634077643.
- Keys، Alicia (2004). Tears for Water: Songbook of Poems and Lyrics. أبناء ج. ب. بتنام. ISBN:0425205606.
- Keys، Alicia (2006). Unplugged. Hal Leonard Corporation. ISBN:1423408225.
- Keys، Alicia (2006). How Can I Keep from Singing?: Transforming the Lives of African Children and Families Affected by AIDS. Umbrage. ISBN:1884167608.

## وصلات خارجية
- الموقع الرسمي
- أليشيا كيز على موقع IMDb (الإنجليزية)
- أليشيا كيز على موقع ميتاكريتيك (الإنجليزية)
- أليشيا كيز على موقع الموسوعة البريطانية (الإنجليزية)
- أليشيا كيز على موقع روتن توميتوز (الإنجليزية)
- أليشيا كيز على موقع قاعدة بيانات الأفلام العربية
- أليشيا كيز على موقع ألو سيني (الفرنسية)
- أليشيا كيز على موقع ميوزك برينز (الإنجليزية)
- أليشيا كيز على موقع رولينغ ستون (الإنجليزية)
- أليشيا كيز على موقع تيرنر كلاسيك موفيز (الإنجليزية)
- أليشيا كيز على موقع أول موفي (الإنجليزية)